# 日本社会福祉教育学校連盟
一般社団法人日本社会福祉教育学校連盟（にほんしゃかいふくしきょういくがっこうれんめい、英文名 Japanese Association of Schools of Social Work）は、日本の社団法人の一つで、社会福祉学教育・研究を行う高等教育機関（大学院・大学・短期大学）および専修学校で構成されていた。2017年4月に日本社会福祉士養成校協会と日本精神保健福祉士養成校協会とともに日本ソーシャルワーク教育学校連盟に統合され解散。

## 沿革
- 1955年 - 任意団体日本社会事業学校連盟設立
- 2003年12月25日 - 社団法人化にともない、現名称に改める。

## 活動内容
社会福祉学教育・研究に関する事業を中心に、教職員の研修なども行っている。